# Abellait
Abellait  je hidriran svinčev karbonatni mineral, odkrit v  opuščene rudniku uranove rude Eureca v vasi Torre de Capdella, Katalonija, Španija. Njegova idealna kemijska formula je NaPb2(CO3)2(OH). Ime je dobil po katalonskem strokovnjaku za drage kamne Joanu Abella i Creusu, ki je dolgo preučeval minerale iz rudnika Eureca in v njem sam odkril abellait. Mineral je prepoznala in njegovo kemično sestavo in zgradbo določila skupina mineralogov, v kateri so bili tudi Jordi Ibáñez-Insa z Inštituta za zemeljske znanosti  Jaume Almera  (CSIC) ter Joan Viñals in Xavier Llovet z Univerze Barcelone.
Kristali abellaita so brezbarvni do beli s steklastim ali bisernim videzom in se zlahka drobijo. Mineral ima znanega sintetičnega analoga in je kemično podoben sanromanitu. Robert Hazen in drugi so njegov obstoj napovedali leta 2015.

## Nahajališča
Znani sta dva nahajališči abellaita: že omenjeni rudnik Eureca v Kataloniji in rudnik Jubilejnaja v masivu Lovozero, Murmanska oblast, Rusija.